# Sit capgrís

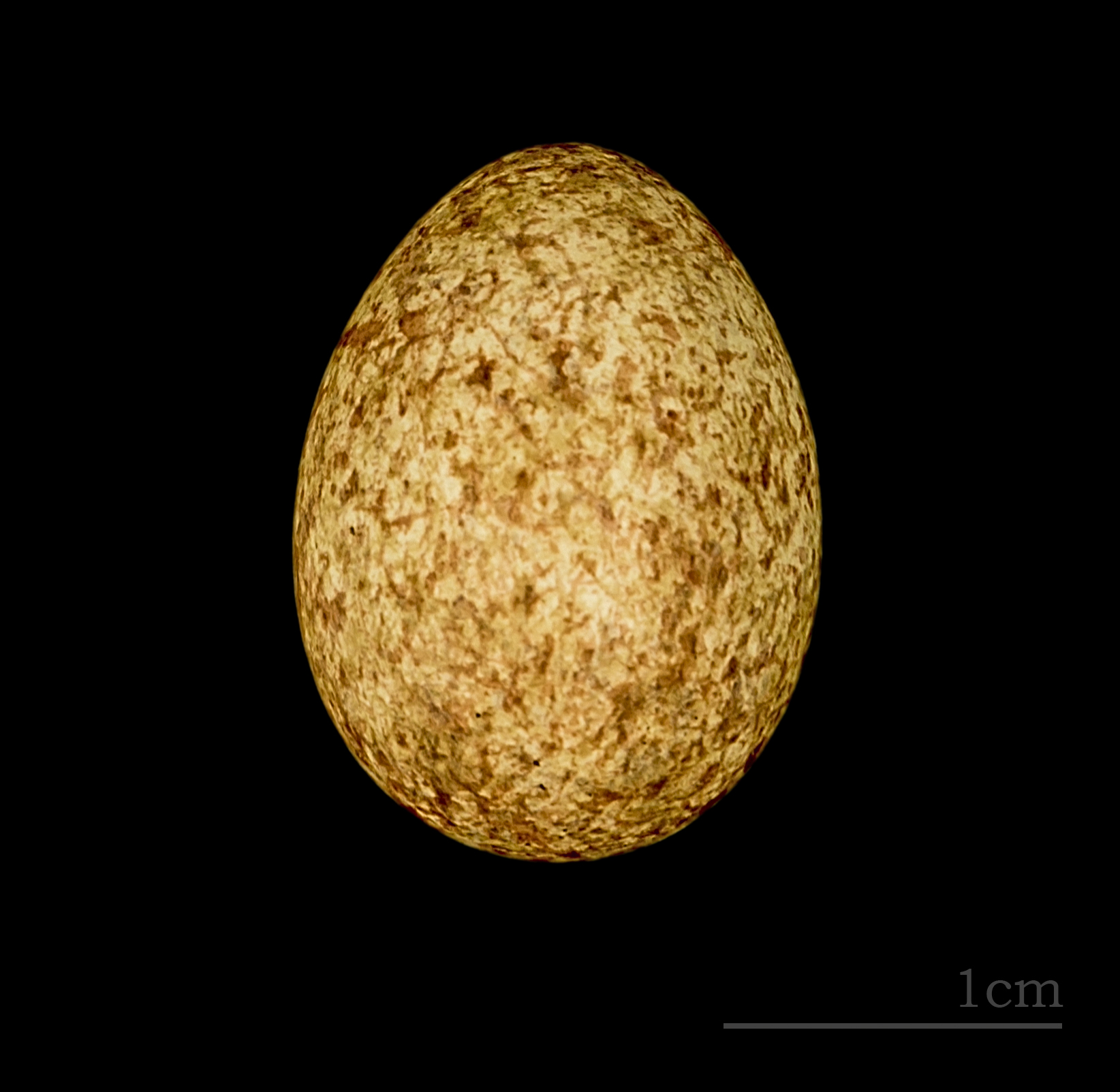
Emberiza buchanani

El sit capgrís o sit de Buchanan (Emberiza buchanani) és una espècie d'ocell de la família dels emberízids (Emberizidae) que habita terrenys pedregosos i zones àrides amb poca vegetació a l'est de Turquia, nord de l'Iran, Caucas, Turkmenistan, el Kazakhstan, nord-est de l'Afganistan, i nord del Pakistan. Passa l'hivern al Pakistan i l'oest i centre de l'Índia.
Es reprodueix al llarg d'una àmplia distribució des de la mar Càspia fins a les muntanyes d'Altai a Àsia central i hiverna a parts del sud d'Àsia. Com altres sits es troba en petits grups.

## Descripció
Té un bec llarg de color rosa i és grisenc a la part superior. El mascle té un anell ocular blanc distintiu que destaca en contrast amb la capell gris. La barbeta i la gola són de color rosa blanquinós i estan vorejats per ratlles malars grises. Les parts inferiors són de color marró rosat. La femella és més apagada però la franja bigoti pot semblar més notable. Les plomes exteriors de la cua són blanquinoses.

## Hàbitat i distribució
Es troba principalment en hàbitats secs i oberts, sovint vessants pedregosos i matolls coberts de matolls espinosos baixos per sota dels 2300 mts. A l'hivern es troba en camps de males herbes o roixos. Els ocells que es reprodueixen a la regió de Balutxistan hivernen a l'Índia passant per Gujarat al setembre i tornen al març als seus llocs de cria.
És un vagabund extremadament rar al nord de la seva àrea de reproducció, amb registres recents de Finlàndia i els Països Baixos, tot i que es pot passar per alt els errants a causa de la seva similitud, en plomatge no reproductor, amb l'hortolà molt més comú i molt relacionat.
Hivernen a parts d'Àfrica, Àsia occidental i parts del sud d'Àsia fins al sud fins a Sri Lanka.
Fa el niu a terra sota una vegetació que sobresurt. El niu està folrat d'herba i pèl. Sol cantar des d'una perxa i el cant és una sèrie de notes curtes i estridents que augmenten de volum.
S'ha trobat la paparra Hyalomma turanicum en ocells del Kazakhstan.
Claud Ticehurst va assenyalar que els mascles i les femelles emigraven per separat.

## Taxonomia
L'espècie va ser descrita per Edward Blyth a partir d'un dibuix de Francis Buchanan-Hamilton, que és de qui aporta el nom de l'espècie. S'ha suggerit que la data real de la descripció era l'any 1845 a causa dels retards en la publicació de la revista de The Asiatic Society. Mai no es va localitzar un suposat exemplar tipus al Museu Indi.
Es reconeixen tres subespècies:
- E. b. cerrutii (de Filippi, 1863) - de l'est de Turquia a Turkmenistan.
- E. b. buchanani (Blyth, 1845) - Uzbekistan i Tadjikistan a centre Afganistan i centre oest de Pakistan.
- E. b. neobscura (Paynter, 1970) - Kazakhstan fins a Mongòlia i el nord de la Xina.